# Ami pijaos
Ami pijaos là một loài nhện trong họ Theraphosidae.
Loài này thuộc chi Ami. Ami pijaos được miêu tả năm 2008 bởi Jimenez & Bertani.